# آنتونی پسلا
آنتونی پسلا (انگلیسی: Anthony Pesela؛ زادهٔ ۹ ژوئن ۲۰۰۲}) دونده سرعت اهل بوتسوانا است.
وی در مسابقات کشوری و بین‌المللی در مجموع برندهٔ ۲ مدال نقره شده است.